# Татары в Казахстане

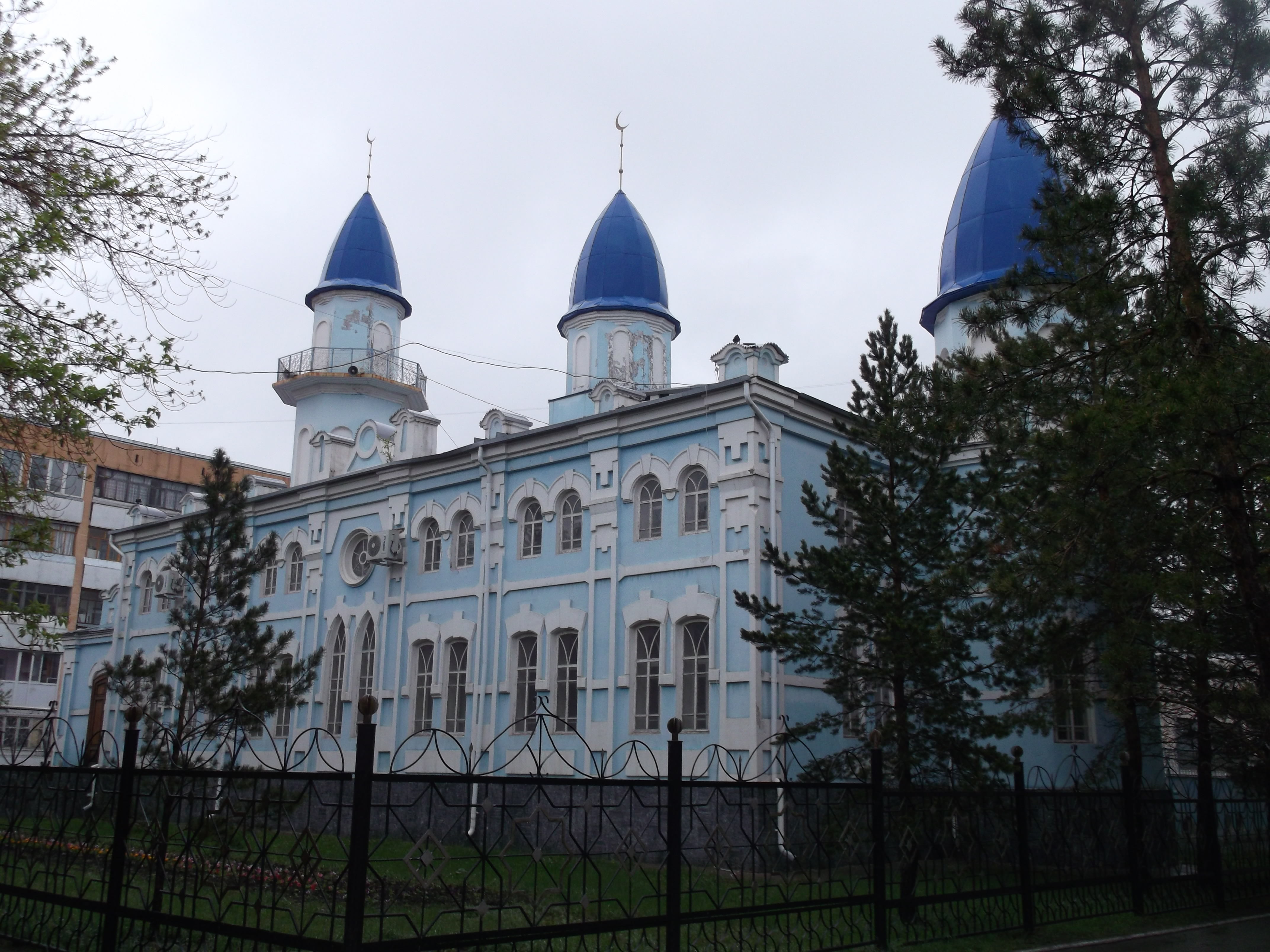
Соборная мечеть Костаная, построенная на средства местной татарской общины в 1893 г.

Татары Казахстана (каз. Қазақстандағы татарлар) — являются одной из национальных диаспор в стране, занимая 6-е место по численности. Наибольшая численность татар в Казахстане составляла более 320 тысяч человек в 1989 году. Татары в Казахстане это вторая по численности диаспора за рубежом после Узбекистана. Татары проживают во всех областях страны и имеют свои культурные центры в крупных городах.

## Демографическая статистика

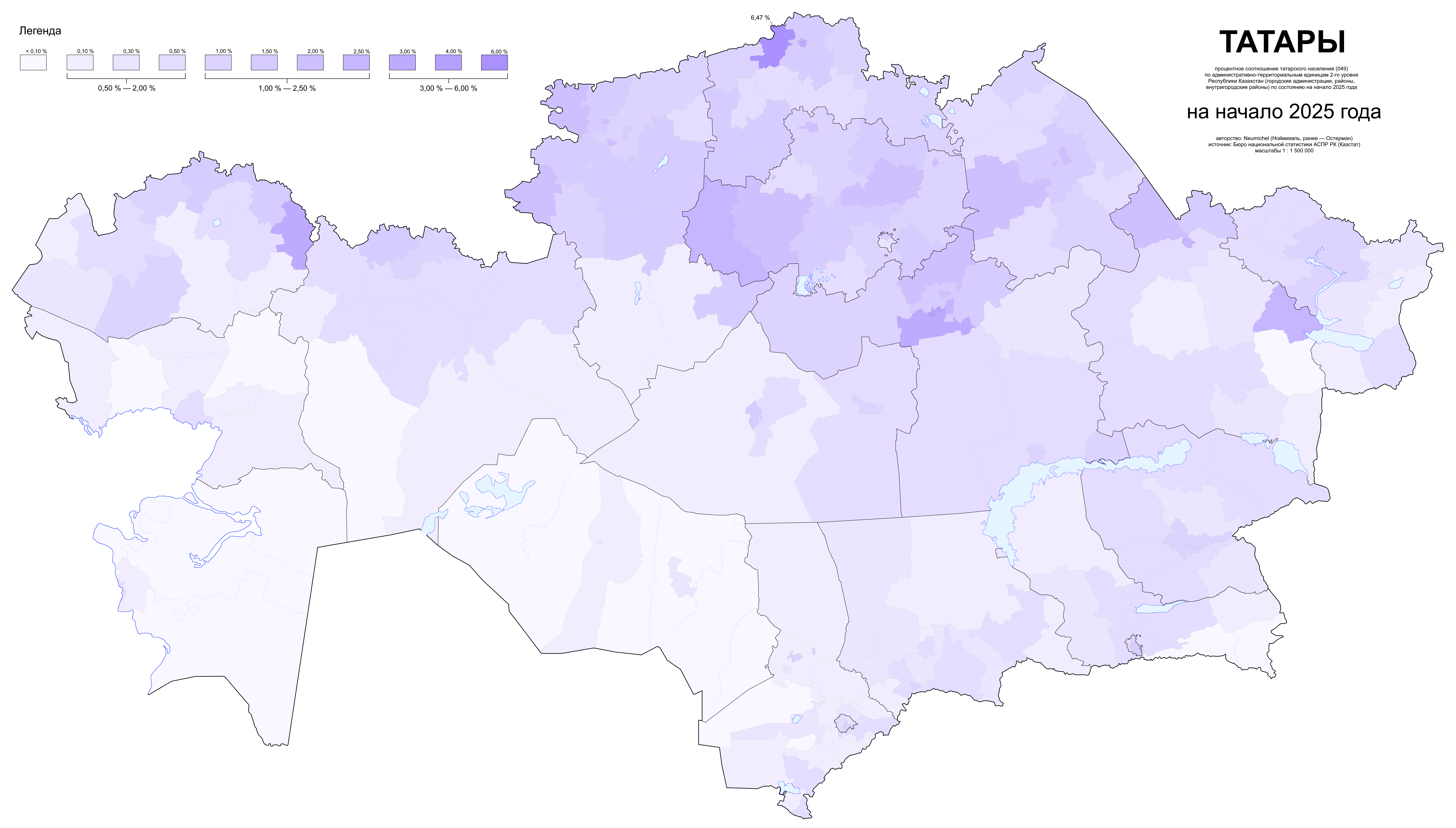
Расселение татар в Казахстане по административно-территориальным единицам 2-го уровня, оценка на начало 2025 г.

| Национальность | 1897  | 1926  | 1939   | 1959   | 1970   | 1979   | 1989   | 1999   | 2009   | 2021   |
| -------------- | ----- | ----- | ------ | ------ | ------ | ------ | ------ | ------ | ------ | ------ |
| численность    | 55984 | 79758 | 108127 | 191925 | 281849 | 312626 | 327982 | 248954 | 204229 | 218653 |
| процент        |       | 1,29% | 1,76%  | 2,06%  | 2,19%  | 2,13%  | 1,99%  | 1,66%  | 1,28%  | 1,13%  |

## История
Татары в Казахстане являются потомками казанских, уфимских, сибирских и касимовских татар, мишар из бывших Нижегородской и Саратовской губерний. В силу определенных исторических причин они обосновались в Казахстане в разные периоды. Часть татарской диаспоры Казахстана составляют репатрианты из Синьцзян-Уйгурского автономного района Китая. Их предки являются выходцами из различных регионов Российской империи, которые поселились в Китае по своей торговой и просветительской деятельности. Одним из первоначальных мест расселения татар на территории нынешнего Казахстана были Уральск и Петропавловск. Известно, что в конце XIX в. татар здесь стало довольно значительно, о чем свидетельствовали существование в городах татарских кварталов, мечетей, медресе. Эти города были ближайшими местами расселения татар Поволжья в Казахстане. Потоки татар переселенцев в XVIII и особенно во 2-й половине XIX вв. следовали дальше вглубь Зауралья и Сибири, в т.ч. и в северные, восточные и центральные области казахской степи. Так возникло довольно многочисленная татарская часть населения в Петропавловске, Семипалатинске, Кокчетаве, Акмолинске (Астане), Павлодаре и др. городах, а оттуда в XIX в. стали селиться в Верном (ныне Алматы), во всех этих городах образовывая татарскую слободу, татарский край, татарские кварталы. На казахской земле прошла творческая юность Габдуллы Тукая, здесь жили и работали Латиф Хамиди, Ибрагим Салахов, Назиб Жиганов, Ришат и Муслим Абдуллины. Целая плеяда ученых, политиков, финансистов, представителей реального сектора экономики.

## СМИ
С 2012 года издается газета Фикер.